# Goldsmith Maid
Goldsmith Maid (* 1857; † 23. September 1885) war eine braune American-Standardbred-Stute, die in den 1860er Jahren berühmt und „Queen of the Trotters“ genannt wurde. Ihre Trabrenn-Laufbahn währte 13 Jahre. Sie verbesserte mehrfach den Weltrekord für eine Meile und gewann ihr letztes Rennen im Alter von 20 Jahren gegen ein viel jüngeres Pferd namens Rarus.

## Abstammung und frühe Jahre
Goldsmith Maid hieß ursprünglich einfach Maid. Sie wurde im Frühling 1857 auf der Farm von John B. Decker in Deckertown, New Jersey geboren.
Decker erwarb Maids Mutter Old Ab im Jahr 1853 von einem Hausierer, weil ihm ihr ausgeglichenes Temperament gefiel. Old Abs Vater war Abdallah, der auch Hambletonian 10 zeugte, den Stammvater des American Standardbred.
Decker wünschte sich ein gutes Hengstfohlen für die Farm und ließ Old Ab von Alexander’s Abdallah decken. Dieser war ein Enkel von Abdallah, weswegen Maid in der männlichen Linie ingezüchtet war.
Während Old Ab ein ruhiges, freundliches Wesen hatte, war ihr Fohlen Maid eine temperamentvolle, wilde Stute, die alles unternahm, um in die nachbarlichen Maisfelder zu gelangen. Je nach Gelegenheit durchbrach oder übersprang sie die Weidezäune. Maid ließ sich nicht vor einen Wagen oder einen Pflug spannen. Sie war weder als Traber noch sonst für eine nützliche Arbeit auf der Farm verwendbar. Von ihrem lebhaften Geist angetan, behielt Decker sie dennoch für sieben Jahre auf seiner Farm. Ein Farmarbeiter startete mit ihr heimlich auf einigen lokalen Rennen, obwohl sie nicht eingeritten war. Dadurch wurde Maid zwar als übellaunig bekannt, aber sie bekam auch einen Ruf als sehr schnelles Rennpferd.
Im November 1864 war die Geduld von Mrs. Decker mit der weithin als „Decker’s worthless mare“ berüchtigten Stute erschöpft und sie überzeugte ihren widerstrebenden Gatten, die Stute für 260 $ an seinen Neffen John H. Decker zu verkaufen. Dieser verkaufte Maid einige Tage später auf dem Heimweg nach Newburgh, New York für 400 $ an William Tompkins, einen Trabrennfahrer. Auch Tompkins gelang es nicht, Maid erfolgreich an Rennen zu starten, da sie durch ihren ungleichmäßigen Laufstil Fahrer und Sulky in Gefahr brachte. Er verkaufte Maid 1865 an Alden Goldsmith für einen Second-Hand-Buggy und 650 $. Goldsmith änderte den Pferdenamen zu Goldsmith Maid und gab ihn zu William Bodine ins Training.

## Rennlaufbahn

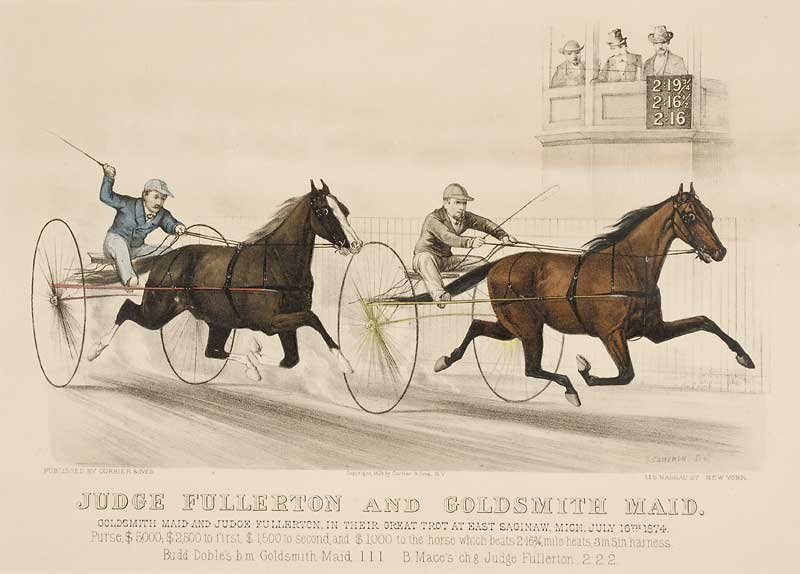
Goldsmith Maid schlägt Judge Fullerton am 16. Juli 1874 in East Saginaw, Michigan wo sie eine Meile in 2 Minuten 16 Sekunden lief.

Im Frühling 1865 war Goldsmith Maid bereits acht Jahre alt und nach wie vor ungezähmt. Außerdem hatte sie eine hartnäckige Infektion der oberen Atemwege. Bodine und Goldsmith entschieden sich dazu, auf Maids Eigenheiten einzugehen und sie sanft zu behandeln. Sie verzichteten auf Overcheck, Martingal, Scheuklappen und Peitsche. Im August 1865 startete sie in ihrem ersten Trabrennen. Sie gewann zunächst einige lokale Rennen. Dann brach Maid den Bahnrekord auf dem Historic Track in Goshen (New York), indem sie eine Meile in 2:26 Minuten lief.
1868 lief Maid auf dem Mystic Park Racetrack eine Meile in 2:21½. Dennoch nahm Goldsmith an, dass sich die Rennlaufbahn der mittlerweile 11-jährigen Stute dem Ende zuneigte und verkaufte sie für 20 000 $ an Budd Doble, einem bekannten Trabrennfahrer und Trainer.
Goldsmith Maid lief jedoch weitere sechs Jahre sehr erfolgreich für Doble. Maid gewann wichtige Rennen in Buffalo, Sacramento und East Saginaw gegen Hengste und Wallache, die halb so alt waren wie sie. In den Jahren von 1869 bis 1874 wurde Goldsmith Maid zu einem Publikumsliebling, der Tausende von Zuschauern anzog. Sie startete in speziellen Match Races, Duellen, in denen sie gegen die gegen die stärksten Trabrennpferde der Vereinigten Staaten antrat. Doble verdiente mit diesen Rennen so viel Geld, dass The Maid zu diesen Veranstaltungen mit ihrem eigenen Eisenbahnwagon reisen konnte.
Goldsmith Maid brach 1871 erstmals den Weltrekord für eine Meile in einem Duell gegen Lucy in Milwaukee mit 2:17. In der Folgezeit verbesserte sie mehrfach den Weltrekord.
1874 verbesserte Goldsmith Maid im Alter von 17 Jahren zum letzten Mal den Weltrekord und lief in Boston die Meile in 2:14. Anschließend wurde sie für 35,000 $ an Henry N. Smith, Besitzer der Fashion Farm in Trenton, New Jersey, verkauft. In den letzten vier Jahren ihrer Karriere verteidigte sie ihren Titel gegen mehrere Herausforderer.
1875 kam sie noch einmal nahe an die Weltrekordzeit, als sie in Charter Oak Park in Hartford eine Meile in 2:14 ½ lief.
Ihr letztes Rennen bestritt Maid am 27. September 1877 in Toledo, Ohio gegen Rarus. Rarus verlor dieses Rennen, jedoch gelang es ihm später, Maids Weltrekord zu verbessern.
Goldsmith Maid gewann 350 Heats und siegte in 92 von 121 Rennen. Ihre Lebensgewinnsumme ist 364 200 $, ein Rekord der fast 70 Jahre bestand und erst in den 1940er Jahren von einem Traber gebrochen wurde.

## Ruhestand

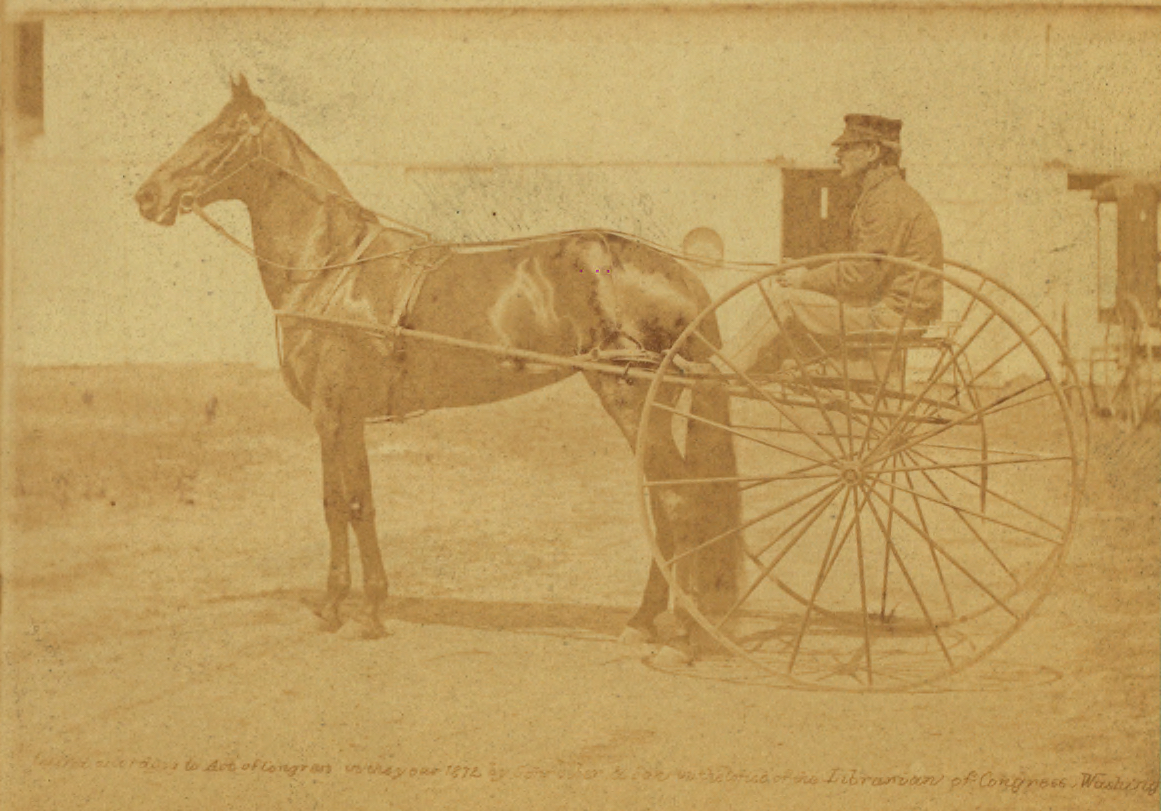
Goldsmith Maid, 1872

Goldsmith Maid ging im Alter von 20 Jahren nach einer 13-jährigen Rennlaufbahn in den Ruhestand auf Smith’s Farm in Trenton. Sie bekam drei Hengstfohlen, die jedoch keine erfolgreichen Traber wurden. Im Ruhestand wurde sie eine lokale Berühmtheit und eine Touristenattraktion in Trenton. Am 23. September 1885 starb sie im Alter von 28 Jahren unerwartet an einer Lungenentzündung. Über ihren Tod wurde in der Presse ausführlich berichtet. Laut New York Times wurde landesweit um sie getrauert.

## Ehrung
Goldsmith Maid wurde 1953 in die Harness Racing Hall of Fame aufgenommen. Das Museum ist der Geschichte des Trabrennsports gewidmet und dient als Hall of Fame für das American Standardbred.
Ihr zu Ehren ist ein Rennen in Meadowlands benannt.

## Abstammung
| Vater Alexander’s Abdallah Brauner 1852 | Hambletonian 10 Brauner 1849 | Abdallah Brauner 1823         | Mambrino† 1806                  |
| Vater Alexander’s Abdallah Brauner 1852 | Hambletonian 10 Brauner 1849 | Abdallah Brauner 1823         | Amazzonia‡ 1810                 |
| Vater Alexander’s Abdallah Brauner 1852 | Hambletonian 10 Brauner 1849 | Charles Kent Mare Braune 1834 | Bellfounder                     |
| Vater Alexander’s Abdallah Brauner 1852 | Hambletonian 10 Brauner 1849 | Charles Kent Mare Braune 1834 | One Eye                         |
| Vater Alexander’s Abdallah Brauner 1852 | Katie Darling Braune 1842    | Bay Roman Brauner 1815        | Roman                           |
| Vater Alexander’s Abdallah Brauner 1852 | Katie Darling Braune 1842    | Bay Roman Brauner 1815        | Pinckney’s Hickory Mare um 1820 |
| Vater Alexander’s Abdallah Brauner 1852 | Katie Darling Braune 1842    | Dam of Katie Darling 1832     | Young Mambrino 1822             |
| Vater Alexander’s Abdallah Brauner 1852 | Katie Darling Braune 1842    | Dam of Katie Darling 1832     | unbekannt                       |
| Mutter Old Ab                           | Abdallah Brauner 1823        | Mambrino† 1806                | Messenger† Schimmel, 1780       |
| Mutter Old Ab                           | Abdallah Brauner 1823        | Mambrino† 1806                | Sour Crout mare†                |
| Mutter Old Ab                           | Abdallah Brauner 1823        | Amazzonia‡ 1810               | Dove Schimmel, 1807             |
| Mutter Old Ab                           | Abdallah Brauner 1823        | Amazzonia‡ 1810               | Fagdown                         |
| Mutter Old Ab                           | unbekannt                    | unbekannt                     | unbekannt                       |
| Mutter Old Ab                           | unbekannt                    | unbekannt                     | unbekannt                       |
| Mutter Old Ab                           | unbekannt                    | unbekannt                     | unbekannt                       |
| Mutter Old Ab                           | unbekannt                    | unbekannt                     | unbekannt                       |

† Thoroughbred
‡ Norfolk Trotter